# Magninia
Magninia is een kevergeslacht uit de familie van de boktorren (Cerambycidae). De wetenschappelijke naam van het geslacht werd voor het eerst geldig gepubliceerd in 1932 door Clermont.

## Soorten
Magninia is monotypisch en omvat slechts de volgende soort:
- Magninia tonkinea Clermont, 1932